# Gabrielle Wittkop
Gabrielle Wittkop, nata Gabrielle Ménardeau (Nantes, 27 maggio 1920 – Francoforte sul Meno, 22 dicembre 2002), è stata una scrittrice francese.

## Biografia
Trascorsa l'infanzia e la giovinezza immersa nella grande libreria paterna, durante la Seconda guerra mondiale incontrò e sposò a Parigi un disertore tedesco, Justus Franz Wittkop.
Trasferitasi in Germania alla fine del conflitto, cominciò a pubblicare i primi saggi tra i quali uno sullo scrittore tedesco E.T.A. Hoffmann.
Il suo romanzo più celebre è Il necrofilo del 1972, macabra vicenda di un uomo ossessionato dai cadaveri.
Dopo il suicidio, nel 1986, del marito malato di Parkinson, scoprì di essere affetta da cancro ai polmoni: nel 2002, giunta allo stadio terminale, scelse anch'essa di morire allo stesso modo .

## Opere principali

### Saggi
- Von Puppen und Marionetten (1962)
- E.T.A. Hoffmann (1966)
- Paris (1975) con foto di Fred Mayer

### Romanzi
- Il necrofilo (Le necrophile) (1972), Milano, ES, 1998 ISBN 88-86534-57-4
- La Mort de C. (1976)
- La Marchande d'enfants (1979)
- Les départs exemplaires (1981)
- Serenissime assassinat (2001)
- Le Sommeil de la raison (2004)
- Chaque jour est un arbre qui tombe (2006)

### Poesia
- Litanie per un'amante funebre ( Litanies pour une amante funebre) con foto di Irina Ionesco, Cegna, 1977